# دو (مغنية)
دو (بالهولندية: Do)‏ هي مغنية هولندية، ولدت في 7 سبتمبر 1981 في آيندهوفن في هولندا.

## وصلات خارجية
- الموقع الرسمي
- دو على موقع IMDb (الإنجليزية)
- دو على موقع ميوزك برينز (الإنجليزية)
- دو على موقع ديسكوغز (الإنجليزية)
- دو على موقع قاعدة بيانات الفيلم (الإنجليزية)